# إيفو أندريتش
كان إيفو أندريتش (بالسيريلية الصربية: Иво Андрић) (ولد 9 أكتوبر 1892 – توفي 13 مارس 1975) روائيًا يوغوسلافيًا، وكاتب شعر وقصص قصيرة، نال جائزة نوبل في الأدب في عام 1961. عالجت كتاباته بشكل رئيسي حياته في مسقط رأسه البوسنة تحت الحكم العثماني.
وُلد أندريتش في تراونيك في الإمبراطورية النمساوية، البوسنة حاليًا. وارتاد مدرسة سراييفو الثانوية، حيث أصبح عضوًا ناشطًا في عدة منظمات شبابية وطنية سلافية جنوبية. اعتقلت الشرطة النمساوية الهنغارية أندريتش على خلفية اغتيال الأرشيدوق النمساوي فرانز فرديناند في يونيو عام 1914 وقامت بسجنه، إذ كان مشتبهًا بتورطه في المؤامرة. قضى معظم الحرب في الإقامة الجبرية بسبب عدم استطاعة السلطات توجيه تهمة قوية ضده، ولم يُفرج عنه إلّا بعد عفو عام يشمل قضايا من مثل المتهم بها في يوليو 1917. درس التاريخ والأدب السلافي الجنوبي بعد الحرب في جامعات زغرب وغراتس، وحصل في النهاية على درجته في الدكتوراه من غراتس في عام 1924. عمل في الخدمة الدبلوماسية في مملكة يوغوسلافيا بين عامي 1920 -1923، ومجددًا بين عامي 1924 -1941. أصبح سفير يوغوسلافيا في ألمانيا في عام 1939، ولكن انتهت فترة توليه المنصب في 1941 بسبب الغزو الذي قادته ألمانيا ضد بلاده. عاد أندريتش إلى بلغراد التي تحتلها ألمانيا بعد فترة قصيرة من الغزو. عاش بهدوء في شقة صديق طول مدة الحرب العالمية الثانية، في ظروف شبهها بعض كُتّاب سير الحياة بالإقامة الجبرية، وكتب بعض من أهم أعماله، بما في ذلك «جسر على نهر درينا».
رُشِّح أندريتش بعد الحرب لعدد من المناصب الشرفية في يوغوسلافيا، التي كانت قد أصبحت منذ ذلك الوقت تحت الحكم الشيوعي. منحته لجنة نوبل جائزة نوبل في الأدب عام 1961، إذ اختارته من بين كتاب مثل جون رونالد تولكين، وروبرت فروست، وجون ستاينبيك، وإي. إم. فورستر. نوهت اللجنة إلى «القوة الملحمية التي تبع من خلالها المواضيع وصوّر الأقدار البشرية المُستمدة من تاريخ بلاده». بعد ذلك، وجدت أعمال أندريتش جمهورًا دوليًا وتُرجمت إلى عدد من اللغات. حصل على عدد من الجوائز في السنوات التالية في بلده الأصلي. تدهورت صحة أندريتش بشكل كبير في أواخر عام 1974، وتوفي في بلغراد في مارس التالي.

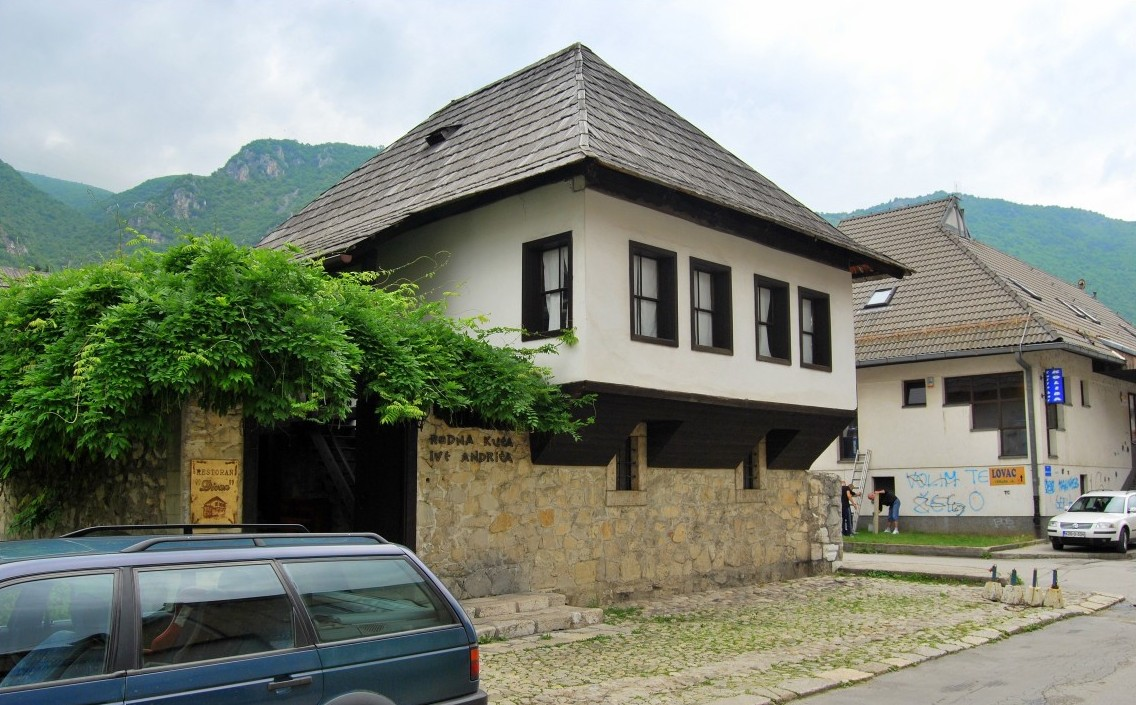
المنزل الذي ولد فيه أندريتش

في السنوات التالية لوفاة أندريتش، حُوِّلت شقته في بلغراد حيث قضى فيها أغلب وقته أثناء الحرب العالمية الثانية إلى متحف، وسُميت زاوية شارع قريبة باسمه تكريمًا له. يوجد عدد من شوارع المدن الأخرى في يوغوسلافيا سابقًا تحمل اسمه أيضًا. بدأ المخرج أمير كوستوريتسا في عام 2012 بناء بلدة عرقية في شرق البوسنة سُمِّت باسمه «أندريتشغراد». كان أندريتش معروفًا ومُحترمًا في بلده الأصلي خلال حياته باعتباره الكاتب اليوغوسلافي الوحيد الذي حصل على جائزة نوبل. انتقص النقاد الأدبيين البوسنيين في البوسنة والهرسك أعماله بدايةً من خمسينيات القرن العشرين وحتى تفكك يوغوسلافيا بسبب انحيازهم المزعوم ضد المسلمين. جرى تجنب أعماله في كرواتيا لفترة طويلة لأسباب وطنية، وحتى أنها أُدرجت ضمن القائمة السوداء لفترة وجيزة بعد تفكك يوغوسلافيا، لكن قام المجتمع الأدبي بإعادة تأهيلها في بداية القرن الواحد والعشرين. يحظى أندريتش باحترام كبير في صربيا بسبب مساهماته في الأدب الصربي.

## نشأته
ولد إيفو أندريتش في قرية دولاتس التابعة لمدينة ترافنيك في جمهورية البوسنة والهرسك فقد والده وهو ابن عامين وأنهى دراسته الثانوية بصعوبة في مدينة سراييفو عاصمة البوسنة والهرسك درس الأدب ثلاث مرات في زغرب ثم في فيينا ثم في بولندا ومثل يوغوسلافيا كدبلوماسي في أكثر من عشر مدن وعواصم أوروبية.

## وصوله للقارئ العربي
بسبب طبيعة نشأته في وسط متمازج من المسلمين والمسيحيين واليهود كانت هذه البصمة واضحه في رواياته وقد كتب عن هذه البصمة بالتفصيل الدكتور وليد السباعي الذي كان عراب تقديمه للقارئ العربي وهو الذي قام بترجمه رواياته وتقديمها إلى اتحاد الكتاب العرب الذي وافق على نشرها ونشرت في عدة طبعات حتى العام 1992
وقد بقيت أعماله حتى المترجمه منها مغيبة عن القارئ العربي قبل أن يقوم مراسل قناة الجزيرة في البوسنة والهرسك سمير حسن بتعريف القارئ العربي به وبرواياته عن طريق عدد من اللقائات والندوات خاصة روايته الحائزة على نوبل الفناء الملعون

## أهم رواياته
له العديد من الأشعار والمسرحيات والروايات وقله منها هي المترجمة للعربية إلا أن أهمها على الإطلاق هي :
| الرواية             | سنة الأحداث | ملخص                                                                          |
| ------------------- | ----------- | ----------------------------------------------------------------------------- |
| حوادث مدينة ترافنيك | 1560        | تحكي عن الثورات التي قامت في المدينة للانفصال عن الحكم العثماني في تلك الفترة |
| جسر على نهر الدرينا | 1571        | الأحداث التي شهدتها مدينة فيتشي غراد، رواية ساخرة                             |
| الآنسة              | غير محدد    | رواية نفسية تحكي قصة مريضة نفسية اسمها رايكا                                  |
| الفناء الملعون      | 1432        | قصة رجل تخيل نفسه تناسخاً روحياً مع ابن السلطان محمد الفاتح جمشيد               |

## روابط خارجية
- إيفو أندريتش على موقع IMDb (الإنجليزية)
- إيفو أندريتش على موقع الموسوعة البريطانية (الإنجليزية)
- إيفو أندريتش على موقع مونزينجر (الألمانية)
- إيفو أندريتش على موقع إن إن دي بي (الإنجليزية)
- إيفو أندريتش على موقع ديسكوغز (الإنجليزية)
- إيفو أندريتش على موقع قاعدة بيانات الفيلم (الإنجليزية)